# Мохамед Абдель Монсеф
Мохамед Абдель Монсеф (араб. محمد عبد المنصف, нар. 6 лютого 1977) — єгипетський футболіст, воротар єгипетського клубу «Аль-Іттіхад» (Александрія). Грав за національну збірну Єгипту, у складі якої — дворазовий володар Кубка африканських націй. 

## Клубна кар'єра
Народився 6 лютого 1977 року. Вихованець футбольної школи клубу «Діна Фармс». Дорослу футбольну кар'єру розпочав 1995 року в основній команді того ж клубу, в якій провів чотири сезони. 
Своєю грою за цю команду привернув увагу представників тренерського штабу клубу «Замалек», до складу якого приєднався 1999 року. Відіграв за каїрську команду наступні одинадцять сезонів своєї ігрової кар'єри. Відзначався досить високою надійністю, пропускаючи в іграх чемпіонату в середньому менше одного гола за матч. За цей час тричі ставав чемпіоном Єгипту, а 2002 року виборов титул переможця Ліги чемпіонів КАФ.
Протягом 2010-х років захищав ворота команд «Ель-Гуна», «ЕНППІ Клуб» та «Ваді Дегла».
2021 року надзвичайно досвідчений 44-річний голкіпер приєднався до «Аль-Іттіхада» (Александрія).

## Виступи за збірну
2001 року дебютував в офіційних матчах у складі національної збірної Єгипту. В подальшому регулярно викликався до лав збірної, проте здебільшого був резервним голкіпером національної команди і протягом восьми років взяв участь у 10 її іграх, прпустивши 10 голів.
Як запасний воротар був у заявці Єгипту на Кубок африканських націй 2002, а також на переможні для них Кубок африканських націй 2006 та Кубок африканських націй 2008.
| Дата       | Місто       | Господарі | Результат               | Гості          | Турнір                                  | Голи | Примітки |
| ---------- | ----------- | --------- | ----------------------- | -------------- | --------------------------------------- | ---- | -------- |
| 16-1-2001  | Тегеран     | Єгипет    | 0 – 0 д.ч. (3 – 2 п.п.) | КНР            | товариський матч                        | -    | 89'      |
| 26-4-2001  | Каїр        | Єгипет    | 1 – 2                   | Південна Корея | товариський матч                        | -1   | 46'      |
| 6-1-2002   | Ісмаїлія    | Єгипет    | 1 – 2                   | Малі           | товариський матч                        | -2   |          |
| 8-1-2005   | Каїр        | Єгипет    | 3 – 0                   | Уганда         | товариський матч                        | -    | 70'      |
| 27-12-2005 | Каїр        | Єгипет    | 2 – 0                   | Уганда         | товариський матч                        | -    | 75'      |
| 16-8-2006  | Александрія | Єгипет    | 0 – 2                   | Уругвай        | товариський матч                        | -    | 46'      |
| 7-10-2006  | Габороне    | Ботсвана  | 0 – 0                   | Єгипет         | Відбір до Кубка африканських націй 2008 | -    |          |
| 17-10-2007 | Осака       | Японія    | 4 – 1                   | Єгипет         | товариський матч                        | -4   |          |
| 5-1-2008   | Каїр        | Єгипет    | 3 – 0                   | Намібія        | товариський матч                        | -    | 56'      |
| 20-8-2008  | Хартум      | Судан     | 4 – 0                   | Єгипет         | товариський матч                        | -3   | 50'      |
| Усього     |             | Матчів    | 10                      |                | Голів                                   | -10  |          |

## Титули і досягнення
- Чемпіон Єгипту (3):

«Замалек»: 2000-2001, 2002-2003, 2003-2004
- Володар Кубка Єгипту (2):

«Замалек»: 2002, 2008
- Переможець Ліги чемпіонів КАФ (1):

«Замалек»: 2002
- Володар Суперкубка КАФ (1):

«Замалек»: 2003
- Володар Кубка африканських націй (2):

2006, 2008